# 额尔古纳左旗
额尔古纳左旗，中国旧旗名。
1933年由室韦县改置，治所在奈如穆图（今内蒙古自治区额尔古纳市北三河镇）。1945年，中共政权占领当地后仍设本旗。1947年裁撤，与额尔古纳右旗合并，设立额尔古纳旗。1966年额尔古纳旗撤销，复置额尔古纳左、右旗。额尔古纳左旗治今根河市驻地根河镇。1994年裁撤，改设根河市，治根河镇。